# Muritaia parabusa
Muritaia parabusa är en spindelart som beskrevs av Forster och Wilton 1973. Muritaia parabusa ingår i släktet Muritaia och familjen mörkerspindlar. Inga underarter finns listade i Catalogue of Life.